# Toyo Kogyo Soccer Club 1972
Questa voce raccoglie le informazioni riguardanti il Toyo Kogyo Soccer Club nelle competizioni ufficiali della stagione 1972

## Stagione
All'inizio della stagione 1972 il Toyo Kogyo ritornò tra il lotto delle candidate alla vittoria finale della Japan Soccer League inseguendo la capolista Hitachi e concludendo il girone di andata a -1 dalla vetta. Ottenendo sette punti nel girone di ritorno, il Toyo Kogyo concluse il campionato al terzo posto finale: al termine dell'anno la squadra disputò la Coppa dell'Imperatore, dove superò due turni prima di giungere in semifinale, dove fu eliminata a causa di una sconfitta di misura contro lo Yanmar Diesel.

## Rosa
| N. |                     | Ruolo | Calciatore       |
| -- | ------------------- | ----- | ---------------- |
| 1  | Giappone (bandiera) | P     | Kōji Funamoto    |
|    | Giappone (bandiera) | D     | Junji Kawano     |
|    | Giappone (bandiera) | D     | Hiroshi Yoshida  |
|    | Giappone (bandiera) | D     | Takeshi Ōno      |
|    | Giappone (bandiera) | D     | Tsuyoshi Kunieda |
|    | Giappone (bandiera) | D     | Hideo Ohara      |
|    | Giappone (bandiera) | D     | Kazuhiko Saeki   |
|    | Giappone (bandiera) | D     | Haruo Kotaki     |

| N. |                     | Ruolo | Calciatore         |
| -- | ------------------- | ----- | ------------------ |
|    | Giappone (bandiera) | D     | Tsuyoshi Kotaki    |
|    | Giappone (bandiera) | C     | Aritatsu Ogi       |
|    | Giappone (bandiera) | C     | Teruo Nimura       |
|    | Giappone (bandiera) | C     | Toyoharu Takata    |
|    | Giappone (bandiera) | C     | Teruyuki Horiguchi |
|    | Giappone (bandiera) | A     | Shinichi Yasuhara  |
|    | Giappone (bandiera) | A     | Yasuyuki Kuwahara  |
|    | Giappone (bandiera) | A     | Kunishige Tanimoto |

## Statistiche

### Statistiche di squadra
| Competizione          | Punti | Totale | Totale | Totale | Totale | Totale | Totale | DR |
| Competizione          | Punti | G      | V      | N      | P      | Gf     | Gs     | DR |
| --------------------- | ----- | ------ | ------ | ------ | ------ | ------ | ------ | -- |
| Japan Soccer League   | 16    | 14     | 7      | 2      | 5      | 20     | 13     | +7 |
| Coppa dell'Imperatore | -     | 3      | 2      | 0      | 1      | 4      | 3      | +1 |
| Totale                |       | 17     | 9      | 2      | 6      | 24     | 16     | +8 |